# Пялов, Владимир Николаевич
Владимир Николаевич Пялов (28 февраля 1934, с. Кош-Агач, Кош-Агачский район, Ойротская автономная область, РСФСР — 24 февраля 2017, Санкт-Петербург, Российская Федерация) — советский и российский конструктор многоцелевых атомных подводных лодок, доктор технических наук, лауреат Государственной премии РФ.

## Биография
Окончил среднюю школу (1953), в 1959 году — приборостроительный факультет Ленинградского кораблестроительного института.
С 1959 года работал в СКБ-143 сначала в отделе, занимавшемся разработкой торпедных аппаратов, потом в секторе перспективного проектирования проектного отдела. Участвовал в работах по формированию технического облика АПЛ проектов 671 и 705.
С 1973 года в группе главного конструктора В. И. Баранцева, один из руководителей разработки аванпроекта глубоководной АПЛ проекта 693. Вёл работы по теме «Антарктида», руководил проработкой АПЛ с системой электродвижения, использующей принцип сверхпроводимости.
С 1979 года — заместитель главного конструктора Г. П. Москалёва по проекту 1710 (дизель-электрическая подводная лодка-лаборатория).
В 1980—1990-е годах — главный, с 1993 года — генеральный конструктор многоцелевой АПЛ 4 поколения проекта 885.
В 1999—2011 годах — начальник (впоследствии директор, генеральный директор) — генеральный конструктор СПМБМ «Малахит».
Похоронен на Южном кладбище Санкт-Петербурга.

## Память

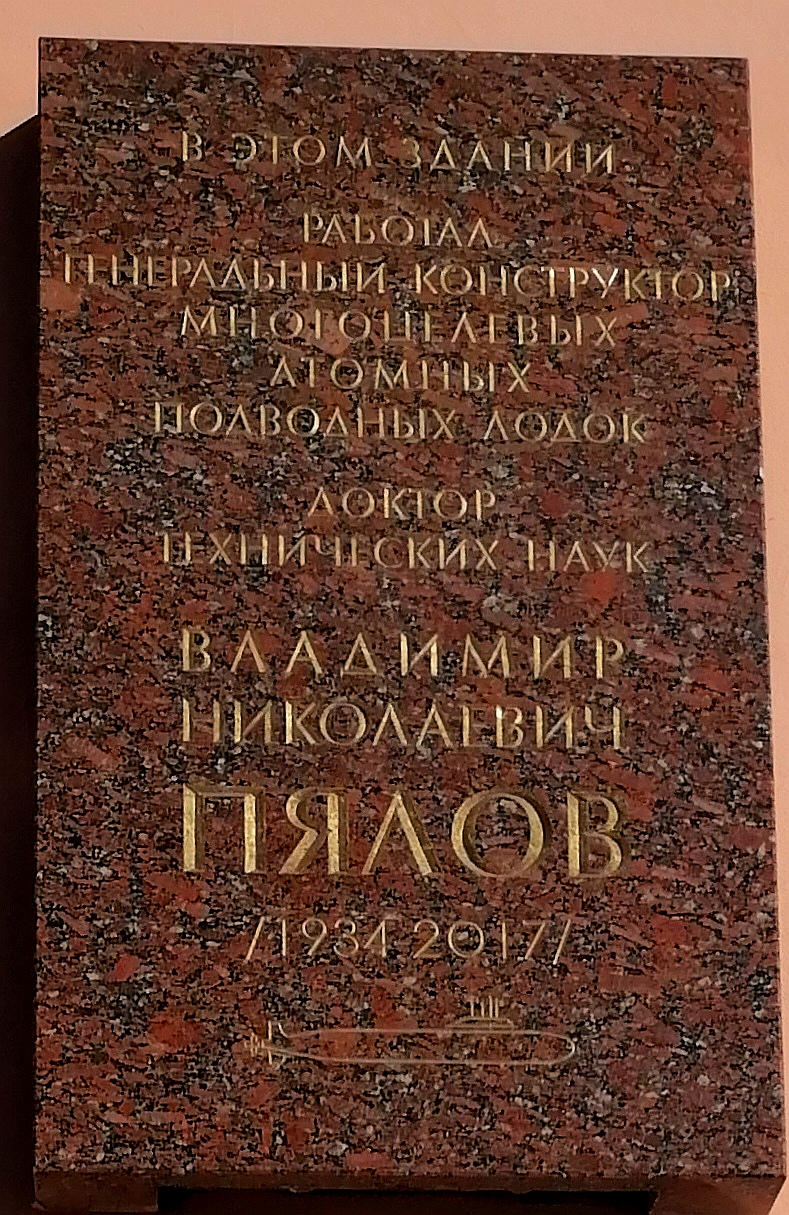

В день 70-летия СПМБМ «Малахит» на стене здания бюро на улице Фрунзе в Санкт-Петербурге открыта памятная доска в честь Владимира Николаевича Пялова.

## Награды
- Государственная премия Российской Федерации (2000 год)
- орден «Знак Почёта» (1985 год)
- юбилейная медаль «300 лет Российскому флоту» (1996 год)
- ордена «За заслуги перед Отечеством» II (2016 год), III (2007 год), IV (2001) степеней
- Почётная грамота Правительства Российской Федерации (20 февраля 2004 года) — за большой личный вклад в развитие судостроения и в связи с 70-летием со дня рождения[1]